# Erico Spinadel

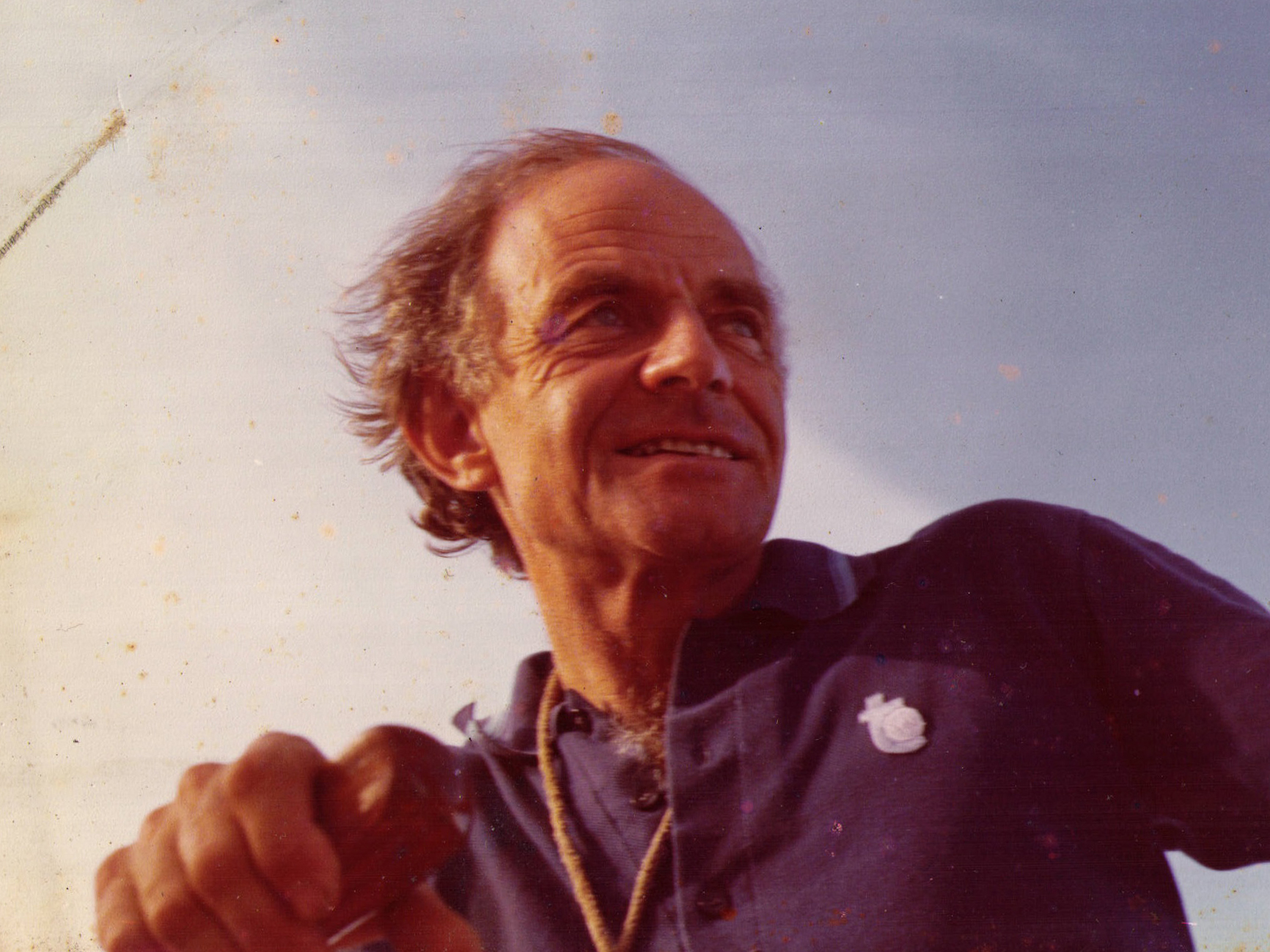
Erico Spinadel

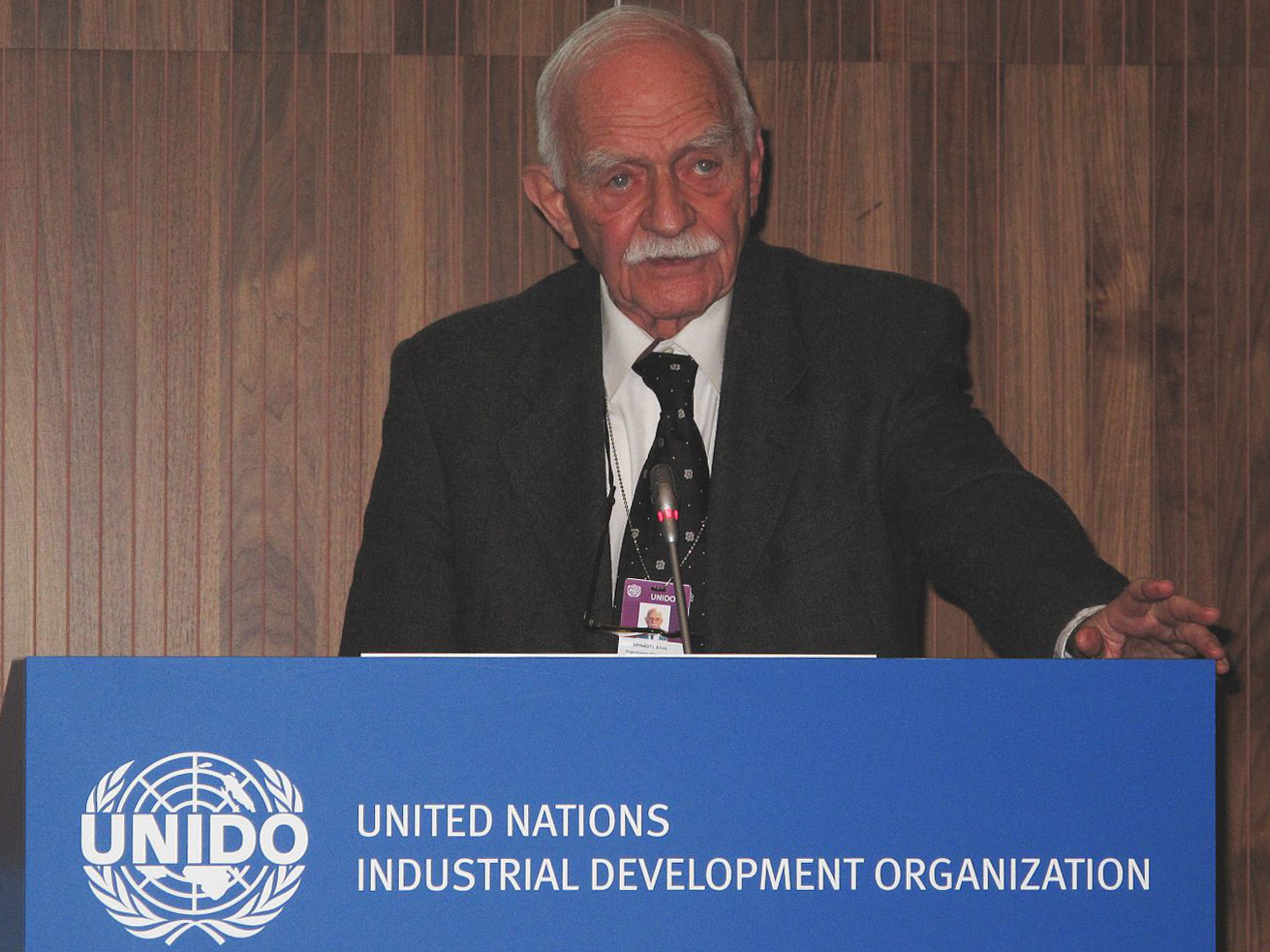
Erico Spinadel auf der UNIDO

Erico Spinadel (* 6. Mai 1929 in Wien, Österreich; † 25. Februar 2020 in Pinamar, Argentinien) war ein österreichisch-argentinischer Ingenieur, der sich auf Windenergie spezialisiert hatte.

## Werdegang
Spinadel trat 1956 der argentinischen Vertretung der Internationale Atomenergie-Organisation (CNEA) bei, und im Januar 1959 war er der erste Energieexperte, der einen Kernreaktor (die RA 1) zu kritischen Bedingungen fuhr. Auf diese Weise ermöglichte er den Einsatz von Kernenergie in der südlichen Hemisphäre, wodurch sowohl Strom erzeugt werden konnte als auch der Einsatz zur Gewinnung von Radioisotope für Krankenhäuser und für industrielle Anwendungen umsetzbar wurde.
Zwischen 1994 und 2001 war er außerordentlicher Professor an der Universität Buenos Aires, Fakultät für Ingenieurwissenschaften, Argentinien.
Von 1986 bis 1994 wurde er Direktor der Elektrizitätsabteilung der Fakultät der Ingenieurwissenschaften, Universität Buenos Aires FIUBA ernannt. Seit 1994 war er Emeritus Professor an der Nationalen Universität Luján, Argentinien.
1994 wurde er zum Präsidenten der Argentinischen Windenergie Vereinigung (AAEE) berufen. Ab 2008 war er Regionaldirektor der Lateinamerikanischen Windenergie Vereinigung (LAWEA).
und Mitglied des Vorstandes der World Wind Energy Association.
Er war ab 1992 Windenergieberater für die Organisation der Vereinten Nationen für industrielle Entwicklung UNIDO-ONUDI und wurde als Experte durch besondere Einladung der jeweiligen Regierungen zu mehreren Missionen in Indonesien und dem fernen Osten entsandt.
Er hat seine Doktorarbeit an der Universidad de Buenos Aires, Argentinien, im Jahr 2004 erfolgreich abgeschlossen.
Spinadel war ein  Experte auf dem Gebiet der Windenergie und seine Forschung zu einem multidisziplinären systemischen Ansatz für die Entwicklungsländer bekam internationale Anerkennung. Er war Autor von sieben Büchern und veröffentlichte ca. 50 Forschungsarbeiten.

## Bücher
- Electrical and Magnetic Circuits and Special Topics, Nueva Librería, Buenos Aires, Argentinien. ISBN 950-00-8801-0, 1982, zweite erweiterte und überarbeitete Ausgabe, Nueva Librería, Buenos Aires, Argentinien. ISBN 987-1104-25-1, 2004
- Transformers, Nueva Librería, Buenos Aires, Argentinien. ISBN 950-9088-09-9, 1984, zweite erweiterte und überarbeitete Ausgabe, Nueva Librería, Buenos Aires, Argentinien. ISBN 987-1104-14-6, 2004
- Wind Energy Systemic Multidisciplinary Approach, Nueva Librería, Buenos Aires, Argentina. ISBN 987-1104-74-1, 2009, 2. Auflage ISBN 987-1871-31-7, 2015

## Wissenschaftliche Artikeln
- Wind energy; Suggested possibilities for the Republic Argentina. Journal of engineering military year 5 No. 9. Autor: E. Spinadel. S. 86–91. Registration of intellectual property 302506. ISSN 0326-5560, 1989
- Wind energy: farms or isolated points? Military engineering year 6 No. 10. Autoren: E. Spinadel und C. Moon Pont. S. 66–70. Registration of intellectual property 302506. ISSN 0326-5560, 1990
- Wind Diesel Project in El Cuy, Argentine Patagonia – European Community Conference on Wind Energy Proceedings – ECWEC '90. Autoren: E. Spinadel und C. Luna Pont. S. 49–54. ISBN 0-9510271-8-2, 1990
- Why do I say "Yes" now? Wind farms in Patagonia. Proceedings European Community Wind Energy Conference, ECWEC'93. Autoren: E. Spinadel, C. Luna Pont, G. Dutt. S. 118–131. ISBN 0-9521452-0-0. Professor E. Spinadel war Mitglied des Scientific Committee, 1993
- Argentina Technology for Developing Countries commissioned by International Organism. Military Engineering magazine, Year 12, N°27. Autoren: E. Spinadel. S. 34–36. Copyright Registry 124635. ISSN 0326-5560, 1995
- Aeolic-Electric Energy generated in the Patagonia transmitted to consumption centers following the hydrogen energy vector. Military Engineering magazine, Year 12, N°28. Autor: E. Spinadel. S. 30–36. Copyright Registry 124635. ISSN 0326-5560, 1996
- Aeolic-Electric Energy generated in the Patagonia transmitted to consumption centers following the hydrogen energy vector. Environment and Society magazine, N°3, 1996, CONAPAS. Autoren: E. Spinadel, F. Gamallo y S. L. Gracia Nuñez. S. 8–13. Copyright Registry 666267, 1996
- About the proper use of aids. Windpower Magazine, vol.12 n°11, Denmark. Autor: E. Spinadel. S. 4. ISSN 0109-7318, 1996
- The Transmission of Electric Energy Generated in Wind Farms in the Argentine Patagonia to the Consumption Centers using the Hydrogen Vector. Proceedings of EUWEC'96, Göteborg, Sweeden, May. Autoren: E. Spinadel, S. L. Gracia Nuñez, F. Gamallo. S. 472–475. ISBN 0-9521452-9-4. Autor E. Spinadel war Mitglied des Scientific Committee, 1996
- Wind Power Generators designed for Weak and Moderate Wind Conditions. Proceedings of European Union Wind Energy Conference, EUWEC'96. May. Autoren: E. Spinadel, F. Gamallo, P. Spinadel. S. 329–332. ISBN 0-9521452-9-4, 1996
- Wind Energy Export through Liquid Hydrogen. Military Engineering magazine, Year 14, N°32. Januar–April. Autoren: E. Spinadel, F. Gamallo y S.L. Gracia Nuñez. S. 14–16. Copyright Registry 669150. ISSN 0326-5560, 1997
- Wind Energy Export through Liquid Hydrogen. Environment and Society magazine, Year 2, N°8. May. Autoren: E. Spinadel y F. Gamallo. S. 6–9. Copyright Registry 666267, 1997
- Mathematical Model for Determining the Accumulated Hydrogen Reserve in Wind-Generated Electricity At Distant Sites. Proceedings of M&D'98, Second International Conference on Mathematics & Design 98, San Sebastián, Spanien, Juni 1–4. S. 333–340. ISBN 84-600-9459-6. Autoren: V. Spinadel, F. Gamallo, E. Spinadel, 1998
- An Autonomous Wind-Hydrogen System for Electricity Services to Isolated Locations. Proceedings of XII World Hydrogen Energy Conference, Buenos Aires, 21–26. Juni 1998. Volume 1, S. 777–782. ISBN 987-97075-0-8. Autoren: F. Menzl, E. Spinadel, 1998
- Mathematical Model for determining the Accumulated Hydrogen Reserve in Wind-Generated Electricity at Distant Sites. Proceedings of XII World Hydrogen Energy Conference, Buenos Aires, Juni 21–26. Volume 2. S. 1719–1728. ISBN 987-97075-1-6. Autoren: V. Spinadel, F. Gamallo, E. Spinadel, 1998
- Patagonian Wind Exported as Liquid Hydrogen. Proceedings of XII World Hydrogen Energy Conference, Buenos Aires, 21–26. Juni 1998. Volume 1. S. 369–376. ISBN 987-97075-3-2. Autoren: E. Spinadel, F. Gamallo, S. Luis Gracia Nuñez, P. Spinadel, M. Cerviño, 1998
- Make better use of Wind Energy Primary Source in Argentina. Part 1. Electrotechnical Argentina magazine, Volume LXXXIV, Januar–Februar. S. 30–34. ISSN 0370-7857. Autor: E. Spinadel, 1998
- Make better use of Wind Energy Primary Source in Argentina. Part 2. Electrotechnical Argentina magazine, Volume LXXXIV, März–April. S. 71–78. ISSN 0370-7857. Autor: E. Spinadel, 1998
- Home electric Energy from hydrogen and fuel cells. Autoren: E. Spinadel, S.L. Gracia Nuñez, J. Maislin, R. Wurster, F.G amallo. MW magazine, No.228, April, S. 72–76. Copyright Registry 173449. ISSN 0025-8180, 2000
- Defining Characteristics of a wind-electric Power Generator for Electrolyzes Alkaline. Autoren: E. Alvarez, R. Class, J. Dalmaso, F. Gamallo, J. Maislin, E. Spinadel. Military Engineering Magazine, ISSN 0326-5560, Year 18, No.43, Januar–Juni., S. 36–37, 2001
- Home electric Energy from hydrogen and fuel cells. Authors: E.Spinadel, J.Maislin, F.Gamallo. MW Magazine ISSN 0325-352X, Year 24, No.242, Juni, S. 102–106, 2001
- Socio-economic determiners for a greater efficient utilization of a primary Energy source in Argentina. Autoren: E.Spinadel, F.Gamallo. Megavatios Magazine ISSN 0325-352X, year 24, No.242, Juni, S. 120–142, 2001
- Wind Power: a long-term investment. Autor: E. Spinadel. Tecnoil Magazine RPI 324–856, year 23, Nº 232, Oktober, S. 54–60, 2001
- Mathematical Model for Optimizing Sizes of "PEM" Fuel Cells in Combined Natural Gas and Electricity Energy Supply. Autoren: F. Gamallo; J. Maislin; E. Spinadel; Vera W. de Spinadel. M&D2001, The Third International Conference, Deakin University, Geelong, Australien. ISBN 0-7300-2526-8, S. 166–173, 2001
- Advantages of decentralized electricity and heat supply for buildings, using fuel cells. Autor: Erico Spinadel. Presented in Symmetry: Art & Science, Brussels, Belgium. ISSN 1447-607X. S. 403–413, 2002
- Wind Energy in Argentina, Legislation, Economical & Technical Aspects. The World Wind Energy Association. The 1st World Wind Energy Conference, Berlin, Deutschland, 2–6. Juli 2002. Autoren: E. Spinadel, J. Gil, F. Gamallo. ISBN 3-936338-11-6. Ext: 5 Seiten. Veröffentlicht auf CD, 2002
- An isolated wind-hydrogen system for the Martín García Island. 10º International Symposium REGWA, Nutzung Regenerativer Energiequellen und Wasserstofftechnik, University of Applied Sciences of Stralsund, Stralsund, Germany, November 2003. Autor: E. Spinadel. S. 138–143, ISBN 3-9807963-6-1, 2003

## Preise und Anerkennungen
- Gold medal 30º university teaching FI UBA[12]
- First prize in the BIEL light + building BIEL'95'Award[13]
- Emeritus Professor National University of Luján,[14] 2011
- Big Prize of the Civic Parliament of the Humanity to the Community Greatness granted to the Argentine Association of Wind Energy,[15] 2010